# Kim Bok-soon
Kim Bok-soon (koreanisch 김복순; * 6. Januar 1950 in Musan) ist eine ehemalige nordkoreanische Eisschnellläuferin.
Kim trat international erstmals bei der Mehrkampfweltmeisterschaft 1968 in Helsinki in Erscheinung, wobei sie den 29. Platz im Mini-Mehrkampf errang. In den folgenden Jahren belegte sie bei der Winter-Universiade 1970 in Rovaniemi den sechsten Platz über 3000 m sowie den fünften Rang über 1500 m und bei den Olympischen Winterspielen 1972 in Sapporo den 12. Platz über 1500 m sowie den 11. Rang über 3000 m. Letztmals international startete sie im Jahr 1979 in Zakopane beim Freundschaftswettkampf der sozialistischen Länder.

## Persönliche Bestzeiten
| Disziplin | Zeit        | Datum            | Ort         |
| --------- | ----------- | ---------------- | ----------- |
| 500 m     | 46,40 s     | 2. März 1974     | Ulaanbaatar |
| 1000 m    | 1:33,66 min | 20. Februar 1979 | Zakopane    |
| 1500 m    | 2:25,48 min | 9. Februar 1972  | Sapporo     |
| 3000 m    | 5:04,10 min | 7. Januar 1970   | Pjöngjang   |